# Bình Giã
Bình Giã is een xã in het district Châu Đức, een van de districten in de Vietnamese provincie Bà Rịa-Vũng Tàu.